# タービン発電機

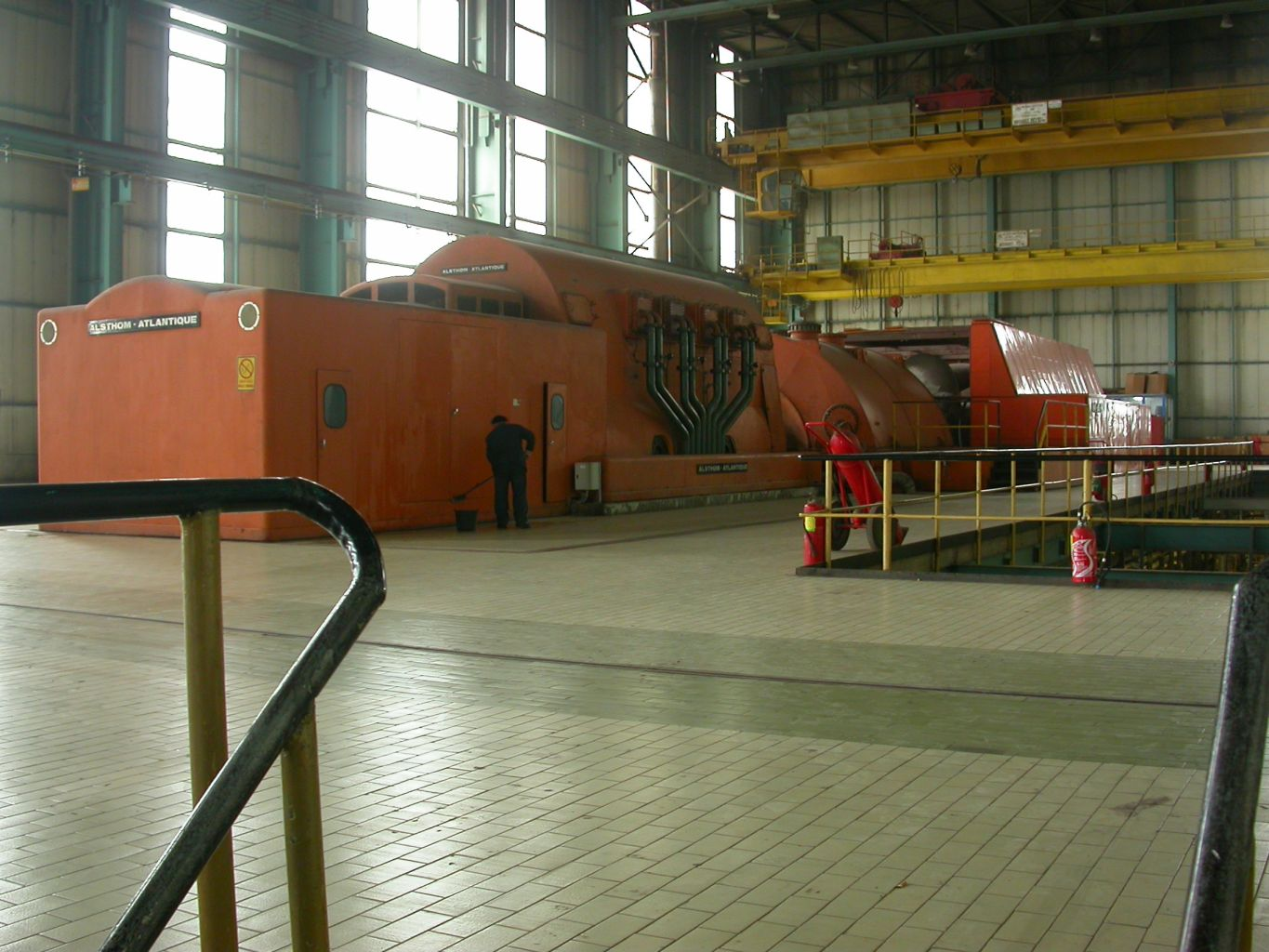
タービン発電機

タービン発電機（タービンはつでんき、英: Turbine Generator）はタービンで駆動される発電機で、流体の持つ位置エネルギー・圧力エネルギー・速度エネルギー、すなわち運動エネルギーから得られる回転力を電力へと変換するために用いられる。前段のエネルギー形態としては、水力、火力、原子力などが一般的に用いられる。タービン発電機と言った場合、狭義では汽力発電に用いられる、蒸気タービンで駆動される発電機を指す。水力発電で用いられる、発電用水車で駆動される発電機は「水車発電機」と呼ばれる。

## 概要
タービン発電機は軸方向に長く、軸を水平に寝かせたものが多い。大型の汽力発電所では前段のエネルギー供給・変換装置とタービン部分を個別の建物に設置する場合がある。このタービンを格納する施設はタービン建屋（タービンたてや）と呼ばれる。
タービンの高速回転に対応するため、直結される発電機は直径を小さくし、軸方向に長くしている。磁極数は通常、火力機で2極（4極機もあり）、原子力機で4極が用いられ、かつ突出させないような構造をしている。なお、磁極数が2のときの回転数（同期速度）は、50Hz用で3,000 rpm、60Hz用では3,600 rpm である。

## 水素冷却
界磁や固定子に大きな電流が流れるタービン発電機において、機器の冷却は重要である。容量100[MVA]級以下のタービン発電機では空気により冷却を行うことも多いが、事業用火力・原子力発電プラントで用いられる容量100～1,000[MVA]級のタービン発電機では、通常、冷却効果を高めるため、機内に水素を封入して冷媒としている。水素を空気と比較した場合の特徴を下記に示す。
- 熱伝導・熱伝達に優れており冷却効果が高い。
- 密度が小さいため風損が小さい。
- 絶縁力が高い。
- 発電機の構成材料（鉄芯・導体・絶縁体等）を酸化劣化させない。

水素は可燃性・爆発性の気体であるが、空気や酸素などの助燃性気体が混合しなければ引火や爆発は発生せず、適切に取扱えば安全上の問題はない。冷却効果や絶縁力の向上とともに、機内への空気の侵入を防止するため発電機内の水素圧力は大気圧の2～5倍に高められており、更に発電機を収める容器は万が一の爆発による圧力にも耐えられる構造となっている。
また、発電機の開放点検などの際は、機内で水素と空気が混合して爆発性雰囲気となることを避けるため、発電機内の水素を一旦二酸化炭素で置換し、その後二酸化炭素を空気と置換して水素と空気が直接混じらないようにしている。
水素冷却のタービン発電機は、日本では1953年に東京電力潮田発電所3号機（出力55MW）で初めて導入され、その後タービン発電機の大容量化が進むこととなった。〔参考：火力原子力発電必携　増補改訂第4版--(社)火力原子力発電技術協会〕
一方、固定子の冷却には、水素冷却よりも冷却効果を高めるため、固定子の導体内部に空けた孔に冷却用の純水を通す固定子直接水冷却が用いられることが多い。高電圧が印加される部材を直接水で冷却することに危惧を感じるかもしれないが、高純度の水は良好な絶縁体である。技術的には回転子の水冷却も可能であるが、構造が複雑で機器コストが高く保守も困難なため殆ど採用されていない。

## 出力制限と可能出力曲線
タービン発電機の運転においては、皮相電力[VA]（有効電力[W]と無効電力[var]のベクトル和の大きさ）で決まる固定子電流を、機器所定の制限値以内に収める必要がある。しかし、負荷の力率が低い場合、下記の要因によっても制約を受ける。
- 遅れ力率（誘導性負荷）では、力率が低下するに従って同じ出力でも界磁電流を強める必要があるため、界磁巻線の電流制限により出力は制限を受ける。

- 進み力率（容量性負荷）では、同じ出力でも界磁電流を弱めることとなるが、固定子端部への磁束集中による過熱や同期化力の減少による乱調や脱調（同期はずれ）を防止するため、出力は制限を受ける。

実際のタービン発電機では、上記をまとめたものが可能出力曲線として定められており、運転において必ず考慮すべき重要な事項である。

## 効率及び超伝導発電機
最近のタービン発電機の効率は高く、大型の水素冷却機では99%を超えるものもある。なお、回転子巻線に超伝導の導体を用いた超伝導発電機は、励磁のための電力を大きく低減でき、系統安定度の面でも有利であることから期待されており、内外で数万kVA級の試作機により実証が行われた。現在も、コスト低減や信頼度の確立といった課題の克服を目指し、実用化に向けた研究開発が進められている。

## 関連記事
- タービン
- 蒸気タービン
- ガスタービンエンジン
- 発電用水車